# Zinswiller
Zinswiller település Franciaországban, Bas-Rhin megyében. Lakosainak száma 722 fő (2022. január 1.). Zinswiller Gumbrechtshoffen, Oberbronn, Offwiller és Uhrwiller községekkel határos.

## Népesség
A település népessége az elmúlt években az alábbi módon változott:
| Lakosok száma | 783  | 774  | 769  | 758  | 748  | 737  | 725  | 722  |
|               | 2013 | 2015 | 2017 | 2018 | 2019 | 2020 | 2021 | 2022 |